# Lyndhurst (Wisconsin)
Pour les articles homonymes, voir Lyndhurst.
Lyndhurst est une zone non incorporée située dans la ville d'Herman, dans le comté de Shawano, au Wisconsin aux  États-Unis. Lyndhurst se trouve à 2,4 km au sud-ouest de Gresham. Le Mountain-Bay State Trail traverse Lyndhurst. 